# Tritonia gladiolaris
Tritonia gladiolaris là một loài thực vật có hoa trong họ Diên vĩ. Loài này được (Lam.) Goldblatt & J.C.Manning mô tả khoa học đầu tiên năm 2006.